# Costel Păunescu
Costel Păunescu (n. 7 mai 1929) este un fost deputat român în legislatura 1992-1996 și în legislatura 1996-2000, ales în județul Ilfov pe listele partidului PNȚCD/PER. Costel Păunescu a fost deținut politic din 1952. În legislatura 1996-2000, Costel Păunescu a fost membru în grupurile parlamentare de prietenie cu Republica Austria și Georgia. 